# WWE Women’s United States Championship
WWE Women’s United States Championship – drugorzędny tytuł mistrzowski kobiet profesjonalnego wrestlingu stworzony i promowany przez federację WWE oraz broniony przez zawodniczki należące do brandu SmackDown. Jest to jeden z trzech drugorzędnych tytułów mistrzowskich kobiet wraz z NXT Women’s North American Championship i WWE Women’s Intercontinental Championship. Inauguracyjną mistrzynią była Chelsea Green.

## Historia tytułu
Amerykańska federacja wrestlingu zawodowego WWE została założona w kwietniu 1963 roku, ale nigdy nie miała drugorzędnego mistrzostwa kobiet aż do kwietnia 2024 roku, kiedy wprowadzono mistrzostwo NXT Women’s North American Championship dla rozwojowego brandu NXT. Z kolei później tego samego roku, 8 listopada 2024 roku, podczas SmackDown, Generalny Menadżer SmackDown Nick Aldis zaprezentował mistrzostwo WWE Women’s United States Championship jako drugorzędne mistrzostwo dla dywizji kobiet w głównym rosterze, będące przeciwieństwem męskiego mistrzostwa WWE United States Championship.
Przed odcinkiem SmackDown z 15 listopada, Generalny Menadżer Nick Aldis ogłosił, że mecze turniejowe mające na celu wyłonienie pierwszej mistrzyni rozpoczną się w odcinku tej nocy. Dyrektor ds. treści WWE Paul "Triple H" Levesque ujawnił następnie drabinkę turniejową, w której weźmie udział 12 kobiet z brandu SmackDown w czterech triple threat matchach w pierwszej rundzie, a zwyciężczynie z nich awansują do półfinałów w walkach singlowych, a następnie zmierzą się w finale turnieju podczas specjalnego wydarzenia Saturday Night’s Main Event 14 grudnia 2024 roku. Uczestnikami turnieju są Bayley, B-Fab, Candice LeRae, Bianca Belair, Chelsea Green, Blair Davenport, Michin, Piper Niven, Jade Cargill, Naomi, Tiffany Stratton i Elektra Lopez. Jednak Cargill została wycofana z powodu ataku za kulisami i została zastąpiona przez Lash Legend z NXT. W finale turnieju podczas Saturday Night’s Main Event 14 grudnia Green pokonała Michin i została pierwszą mistrzynią.

### Turniej inauguracyjny
Turniej mający na celu wyłonienie inauguracyjnej Women’s United States Championki rozpoczął się 15 listopada 2024 roku i był rozgrywany podczas odcinków SmackDown. Finał odbył się na Saturday Night’s Main Event 14 grudnia 2024 roku.
Turniej, który ma wyłonić pierwszą w historii WWE Women’s United States Championkę, odbędzie się w dniach 16 listopada – 14 grudnia 2024 roku dla brandu SmackDown.
|  |                                                        |                                                        |                                                        |  |  |                                     |                                     |                                     |  |  |                                                   |                                                   |                                                   |
|  | Pierwsza runda SmackDown 15 listopada – 6 grudnia 2024 | Pierwsza runda SmackDown 15 listopada – 6 grudnia 2024 | Pierwsza runda SmackDown 15 listopada – 6 grudnia 2024 |  |  | Półfinały SmackDown 13 grudnia 2024 | Półfinały SmackDown 13 grudnia 2024 | Półfinały SmackDown 13 grudnia 2024 |  |  | Finał Saturday Night’s Main Event 14 grudnia 2024 | Finał Saturday Night’s Main Event 14 grudnia 2024 | Finał Saturday Night’s Main Event 14 grudnia 2024 |
|  | Pierwsza runda SmackDown 15 listopada – 6 grudnia 2024 | Pierwsza runda SmackDown 15 listopada – 6 grudnia 2024 | Pierwsza runda SmackDown 15 listopada – 6 grudnia 2024 |  |  | Półfinały SmackDown 13 grudnia 2024 | Półfinały SmackDown 13 grudnia 2024 | Półfinały SmackDown 13 grudnia 2024 |  |  | Finał Saturday Night’s Main Event 14 grudnia 2024 | Finał Saturday Night’s Main Event 14 grudnia 2024 | Finał Saturday Night’s Main Event 14 grudnia 2024 |
|  |                                                        |                                                        |                                                        |  |  |                                     |                                     |                                     |  |  |                                                   |                                                   |                                                   |
|  |                                                        |                                                        |                                                        |  |  |                                     |                                     |                                     |  |  |                                                   |                                                   |                                                   |
|  | Bayley                                                 | Bayley                                                 | Pin                                                    |  |  |                                     |                                     |                                     |  |  |                                                   |                                                   |                                                   |
|  | Bayley                                                 | Bayley                                                 | Pin                                                    |  |  |                                     |                                     |                                     |  |  |                                                   |                                                   |                                                   |
|  | Candice LeRae                                          | Candice LeRae                                          | —                                                      |  |  |                                     |                                     |                                     |  |  |                                                   |                                                   |                                                   |
|  | Candice LeRae                                          | Candice LeRae                                          | —                                                      |  |  |                                     |                                     |                                     |  |  |                                                   |                                                   |                                                   |
|  | B-Fab                                                  | B-Fab                                                  | 10:02                                                  |  |  | Bayley                              | Bayley                              | 11:55                               |  |  |                                                   |                                                   |                                                   |
|  | B-Fab                                                  | B-Fab                                                  | 10:02                                                  |  |  | Bayley                              | Bayley                              | 11:55                               |  |  |                                                   |                                                   |                                                   |
|  |                                                        |                                                        |                                                        |  |  | Chelsea Green                       | Chelsea Green                       | Pin                                 |  |  |                                                   |                                                   |                                                   |
|  |                                                        |                                                        |                                                        |  |  | Chelsea Green                       | Chelsea Green                       | Pin                                 |  |  |                                                   |                                                   |                                                   |
|  | Bianca Belair                                          | Bianca Belair                                          | —                                                      |  |  |                                     |                                     |                                     |  |  |                                                   |                                                   |                                                   |
|  | Bianca Belair                                          | Bianca Belair                                          | —                                                      |  |  |                                     |                                     |                                     |  |  |                                                   |                                                   |                                                   |
|  | Chelsea Green                                          | Chelsea Green                                          | Pin                                                    |  |  |                                     |                                     |                                     |  |  |                                                   |                                                   |                                                   |
|  | Chelsea Green                                          | Chelsea Green                                          | Pin                                                    |  |  |                                     |                                     |                                     |  |  |                                                   |                                                   |                                                   |
|  | Blair Davenport                                        | Blair Davenport                                        | 10:04                                                  |  |  | Chelsea Green                       | Chelsea Green                       | Pin                                 |  |  |                                                   |                                                   |                                                   |
|  | Blair Davenport                                        | Blair Davenport                                        | 10:04                                                  |  |  |                                     | Chelsea Green                       | Pin                                 |  |  |                                                   |                                                   |                                                   |
|  |                                                        |                                                        |                                                        |  |  | Michin                              | Michin                              | 8:05                                |  |  |                                                   |                                                   |                                                   |
|  |                                                        |                                                        |                                                        |  |  | Michin                              | Michin                              | 8:05                                |  |  |                                                   |                                                   |                                                   |
|  | Lash Legend                                            | Lash Legend                                            | —                                                      |  |  |                                     |                                     |                                     |  |  |                                                   |                                                   |                                                   |
|  | Lash Legend                                            | Lash Legend                                            | —                                                      |  |  |                                     |                                     |                                     |  |  |                                                   |                                                   |                                                   |
|  | Michin                                                 | Michin                                                 | Pin                                                    |  |  |                                     |                                     |                                     |  |  |                                                   |                                                   |                                                   |
|  | Michin                                                 | Michin                                                 | Pin                                                    |  |  |                                     |                                     |                                     |  |  |                                                   |                                                   |                                                   |
|  | Piper Niven                                            | Piper Niven                                            | 10:34                                                  |  |  | Michin                              | Michin                              | Pin                                 |  |  |                                                   |                                                   |                                                   |
|  | Piper Niven                                            | Piper Niven                                            | 10:34                                                  |  |  | Michin                              | Michin                              | Pin                                 |  |  |                                                   |                                                   |                                                   |
|  |                                                        |                                                        |                                                        |  |  | Tiffany Stratton                    | Tiffany Stratton                    | 8:31                                |  |  |                                                   |                                                   |                                                   |
|  |                                                        |                                                        |                                                        |  |  | Tiffany Stratton                    | Tiffany Stratton                    | 8:31                                |  |  |                                                   |                                                   |                                                   |
|  | Naomi                                                  | Naomi                                                  | —                                                      |  |  |                                     |                                     |                                     |  |  |                                                   |                                                   |                                                   |
|  | Naomi                                                  | Naomi                                                  | —                                                      |  |  |                                     |                                     |                                     |  |  |                                                   |                                                   |                                                   |
|  | Tiffany Stratton                                       | Tiffany Stratton                                       | Pin                                                    |  |  |                                     |                                     |                                     |  |  |                                                   |                                                   |                                                   |
|  | Tiffany Stratton                                       | Tiffany Stratton                                       | Pin                                                    |  |  |                                     |                                     |                                     |  |  |                                                   |                                                   |                                                   |
|  | Elektra Lopez                                          | Elektra Lopez                                          | 7:32                                                   |  |  |                                     |                                     |                                     |  |  |                                                   |                                                   |                                                   |
|  | Elektra Lopez                                          | Elektra Lopez                                          | 7:32                                                   |  |  |                                     |                                     |                                     |  |  |                                                   |                                                   |                                                   |

Uwagi
1. ↑  Jade Cargill pierwotnie miała wziąć udział w turnieju, ale 22 listopada podczas odcinka SmackDown została zaatakowana za kulisami i wycofana z turnieju[7]. Zastąpiła ją Lash Legend z NXT.

## Wygląd pasa mistrzowskiego
Pas mistrzowski jest prawie identyczny ze swoim męskim odpowiednikiem, aczkolwiek ma mniejszy biały pasek, a także zawiera mały baner z napisem „Women’s” tuż nad banerem „United States” na płycie głównej. Podobnie jak wszystkie inne pasy mistrzowskie WWE, dwie boczne płyty mają zdejmowaną część środkową, na której można umieścić logo mistrza; domyślne płyty boczne mają srebrne logo WWE nad kulą ziemską.

## Panowania
Na stan z 27 czerwca 2025, były 3 panowania wśród 3 różnych mistrzów. Chelsea Green była pierwszą mistrzynią.
Obecną mistrzynią jest Giulia, która jest w swoim pierwszym panowaniu. Pokonała poprzednią mistrzynię Zelinę Vegę na odcinku SmackDown, 27 czerwca 2025.
| Nr        | Ogólny numer panowania                                                     |
| Panowanie | Liczba panowań konkretnego mistrza                                         |
| Dni       | Liczba dni panowania                                                       |
| Dni roz.  | Dni panowania, które są uznawane przez federację na jej oficjalnej stronie |
| †         | Oznacza, że panowanie nie jest uznawane przez federację                    |
| <1        | Oznacza, że panowanie trwało mniej niż jeden dzień                         |
| +         | Oznacza, że liczba dni w posiadaniu wzrasta z kolejnym dniem               |

| Nr             | Mistrzyni     | Zmiana mistrza        | Zmiana mistrza                     | Zmiana mistrza          | Statystyki panowania | Statystyki panowania | Statystyki panowania | Notka                                                                   | Odn.   |
| Nr             | Mistrzyni     | Data                  | Gala                               | Miejsce                 | Panowanie            | Dni                  | Dni roz.             | Notka                                                                   | Odn.   |
| -------------- | ------------- | --------------------- | ---------------------------------- | ----------------------- | -------------------- | -------------------- | -------------------- | ----------------------------------------------------------------------- | ------ |
| WWE: SmackDown |               |                       |                                    |                         |                      |                      |                      |                                                                         |        |
| 1              | Chelsea Green | 14 grudnia 2024(dts)  | Saturday Night’s Main Event XXXVII | Uniondale, NY           | 1                    | 132                  | 131                  | Pokonała Michin w finale turnieju, aby zostać inauguracyjną mistrzynią. | [ 8 ]  |
| 2              | Zelina Vega   | 25 kwietnia 2025(dts) | SmackDown                          | Fort Worth, TX          | 1                    | 63                   | 63                   |                                                                         | [ 12 ] |
| 3              | Giulia        | 27 czerwca 2025(dts)  | SmackDown                          | Rijad, Arabia Saudyjska | 1                    | 0+                   | 0+                   |                                                                         |        |